# Evelio
San Evelio (f. 66 d. C.) fue uno de los primeros mártires y santos de la cristiandad. Consejero y familia de Nerón, se quedó tan impresionado por el martirio de San Torpetes que abrazó al cristianismo. Finalmente fue torturado en Pisa y degollado por mandato del propio emperador.